# Kościół św. Antoniego w Lizbonie
Kościół św. Antoniego w Lizbonie (port: Igreja de Santo António de Lisboa) – kościół znajdujący się w Lizbonie, w Portugalii. Jest on poświęcony Świętemu Antoniemu z Lizbony (znany również w świecie chrześcijańskim jako święty Antoni Padewski). Zgodnie z tradycją, kościół został zbudowany na miejscu, gdzie urodził się święty, w 1195. Kościół został sklasyfikowany jako Pomnik Narodowy.
Po drodze na dół do krypty, znajduje się nowy, wmurowany panel z okazji wizyty papieża Jana Pawła II w 1982 roku.